# Škoda T 11
Škoda T 11 je model československého trolejbusu, který byl vyvinut v 60. letech 20. století v rámci unifikace vozidel MHD. Karosérie pro tyto vozy vyrobil národní podnik Karosa, elektrickou výzbroj dodala firma Škoda.

## Konstrukce
V první polovině 60. let 20. století vznikl první pokus o unifikaci silničních vozidel MHD. Karosa Vysoké Mýto pracovala na autobusu ŠM 11, který se stal základem také pro trolejbus T 11. V rámci této unifikace byly dány jasné role – karosérie a podvozky pro autobusy i trolejbusy se budou vyrábět ve Vysokém Mýtě, elektrická výzbroj bude pro trolejbusy Škoda do vozů montována v závodě v Ostrově nad Ohří.
Trolejbus T 11 je tedy dvounápravový trolejbus se samonosnou karosérií. Ta je sestavena z panelů a je přišroubována k příhradovému roštu. Boční stěny vozové skříně pokrývá ocelový plech, střechu plech hliníkový. V pravé bočnici se nacházely troje skládací dveře (přední trojkřídlé, střední a zadní čtyřkřídlé). Oproti autobusové karosérii jsou bočnice mírně vyztuženy přídavnými meziokenními sloupky.
Elektrická výzbroj byla převzata z trolejbusu Škoda 9Tr a modernizována. Vozy poháněl jeden sériový čtyřpólový motor o výkonu 120 kW (130 kW u funkčního vzorku), oproti jiným trolejbusům o 200 kg lehčí, ovládaný třináctistupňovým rozjezdovým regulátorem. Trolejbusy byly vybaveny třemi standardními brzdami – dvouokruhovou pneumatickou provozní brzdou, cize buzenou elektrodynamickou čtyřstupňovou odporovou brzdou a ruční parkovací brzdou.
Přední náprava Karosa byla dělená, s nezávislým lichoběžníkovým zavěšením kol, řízení šnekové s pneumatickým posilovačem. Zadní náprava LIAZ byla tuhá, s redukcemi v nábojích kol. Pérování obou náprav bylo vlnovcové – pneumatické nízkotlaké, s automaticky seřizovanou stálou světlou výškou bez ohledu na zatížení, s jedním hydraulickým teleskopickým tlumičem u každého kola.

## Výroba
- Funkční vzorek: první vůz T 11 byl dokončen v roce 1964. Po celou dobu své existence sloužil k různým testům u výrobce, bylo tedy občas možné ho potkat na zkušební trati mezi výrobním závodem v Ostrově a Jáchymovem, popřípadě na městských tratích v Plzni – ovšem bez cestujících. Při zkouškách životnosti a spolehlivosti tak s umělou zátěží najezdil okolo 80 000 km. Tento vůz se od ostatní vyrobených trolejbusů tohoto typu vzhledově i technicky částečně odlišoval (odporníky pod podlahou, jednodílné čelní sklo, čelní maska s mřížkou chladiče, jiné nárazníky a tedy i jiné rozměry). Trolejbus byl vyřazen z provozu a sešrotován až v roce 1975.

- Prototyp: vyroben v roce 1965. Zpočátku měl ještě odporníky pod podlahou, ale pro problémy s jejich izolačním stavem v zimním období byly záhy přemístěny na střechu vozu. Přední nárazník byl trojdílný, čelní sklo opět jednodílné, ale namísto mřížky chladiče již byla plechová maska s nápisem Škoda. Při různých zkouškách najezdil vůz 18 000 km, v roce 1966 prodělal typovou zkoušku a po předváděcích jízdách v Mariánských Lázních byl zařazen do pravidelného osobního provozu v Plzni. Pod evidenčním číslem 214 zde jezdil do roku 1978, kdy byl vyřazen a později sešrotován.

- Ověřovací (nultá) série: čítala pouhých šest kusů a byla dokončena v roce 1967. Očividným rozdílem oproti předchozím dvěma vozům bylo dvoudílné čelní sklo a „oknírovaný“ znak Škoda (ve stylu sériových vozů Škoda 9Tr) na čelní masce. V červenci byly první dva vozy přiděleny do pravidelného provozu v Plzni (evidenční čísla 219 a 220, vyřazeny roku 1978), v září byly další tři vozy přiděleny do Bratislavy (evidenční čísla 226, 227, 228, vyřazeny v letech 1978–79). Poslední vůz sloužil nejprve k propagaci výrobce, a to včetně zkušebních jízd na meziměstské trolejbusové trati na Krymu či v Kyjevě. Na podzim 1968 vůz krátce sloužil v provozu v Brně, potom se vrátil k výrobci a v letech 1970–1980 jezdil opět v Plzni (ev.č. 248). Jeho posledním působištěm se stalo opět Brno, tentokrát jako provozní exponát tamního Technického muzea.

## Provoz
| Současný stát | Město        | Článek | Typ  | Roky dodávek | Počet vozů | Evidenční čísla při dodání | Poznámky | Zdroj |
| ------------- | ------------ | ------ | ---- | ------------ | ---------- | -------------------------- | -------- | ----- |
| Česko         | Plzeň        | článek | T 11 | 1966–1970    | 4 kusy     | 214, 219, 220, 248         |          |       |
| Česko         | Škoda Ostrov | –      | T 11 | 1964         | 1 kus      | –                          |          |       |
| Slovensko     | Bratislava   | článek | T 11 | 1967         | 3 kusy     | 226 – 228                  |          |       |

Jako poslední trolejbus T 11 byl vyřazen plzeňský vůz 248. Stalo se tak v roce 1980.

## Zrušení projektu
Po ekonomické analýze byl v roce 1970 projekt trolejbusu T 11 ukončen a opuštěn, a to z vícero důvodů. Na první místě je bezpochyby obrovský rozmach autobusové dopravy díky levné naftě a s tím související nezájem o provozování trolejbusové dopravy, která se jevila jako dražší a příliš závislá na infrastruktuře. Exhalace a hlučnost naftových motorů se tehdy příliš nezohledňovaly a trolejbusových provozů tedy v ČSSR ubývalo (Děčín, České Budějovice, Praha).
Svou roli hrála i přetíženost výrobních kapacit vysokomýtské Karosy, která nestíhala dodávat sériové autobusy Karosa ŠM 11, natož aby ještě vyráběla panely pro trolejbus jinému výrobci. Hlavnímu zákazníkovi, tj. Sovětského svazu, navíc na jeho vozovky vyhovovala spíš robustní konstrukce tehdy sériových trolejbusů Škoda 9Tr než moderní, ale subtilní karosérie trolejbusu T 11. Tehdy totiž nešlo paralelně vyrábět dva typy trolejbusů, kapacita Karosy byla sice na přelomu 60. a 70. let rozšířena, ale kapacita ostrovské Škody zůstávala stejná, racionalizovat výrobu tedy nešlo a tak padla i možnost výroby T 11 pro export do západních zemí.
Posledním kamenem úrazu byla konstrukce samotná. Kvůli rozdílnému působení sil (rozložení hmotnosti i akcelerační schopnosti) na samonosnou panelovou karosérii byl trolejbus technicky odepsaný dříve než autobus se stejnou karosérií – ovšem ekonomicky to bylo opačně, autobus měl životnost 6 let a trolejbus 11 let. Jako přehnané se tehdy projevilo také očekávání, že by dopravní podniky měly jednotný typ vozidla lišící se jen pohonem a mohly si tak zjednodušit údržbu: téměř všechny DP měly a mají autobusové garáže a trolejbusové vozovny samostatné a tudíž ani zde by se racionalizace nekonala.

## Historické vozy
| Původní provoz | Evidenční číslo | Současný majitel | Typ  | Rok výroby | Historický od roku | Poznámka | Zdroj |
| -------------- | --------------- | ---------------- | ---- | ---------- | ------------------ | -------- | ----- |
| Plzeň          | 248             | TMB              | T 11 | 1967       | 1980               |          | [ 1 ] |

Historickým vozidlem se měl stát také bratislavský vůz ev. č. 228. Ten po svém vyřazení z provozu roku 1979 dvanáct let chátral na odstavné ploše v Bernolákovu a vzhledem k neúspěšným snahám o jeho záchranu byl nakonec v květnu 1991 sešrotován v Bratislavě.

## Galerie

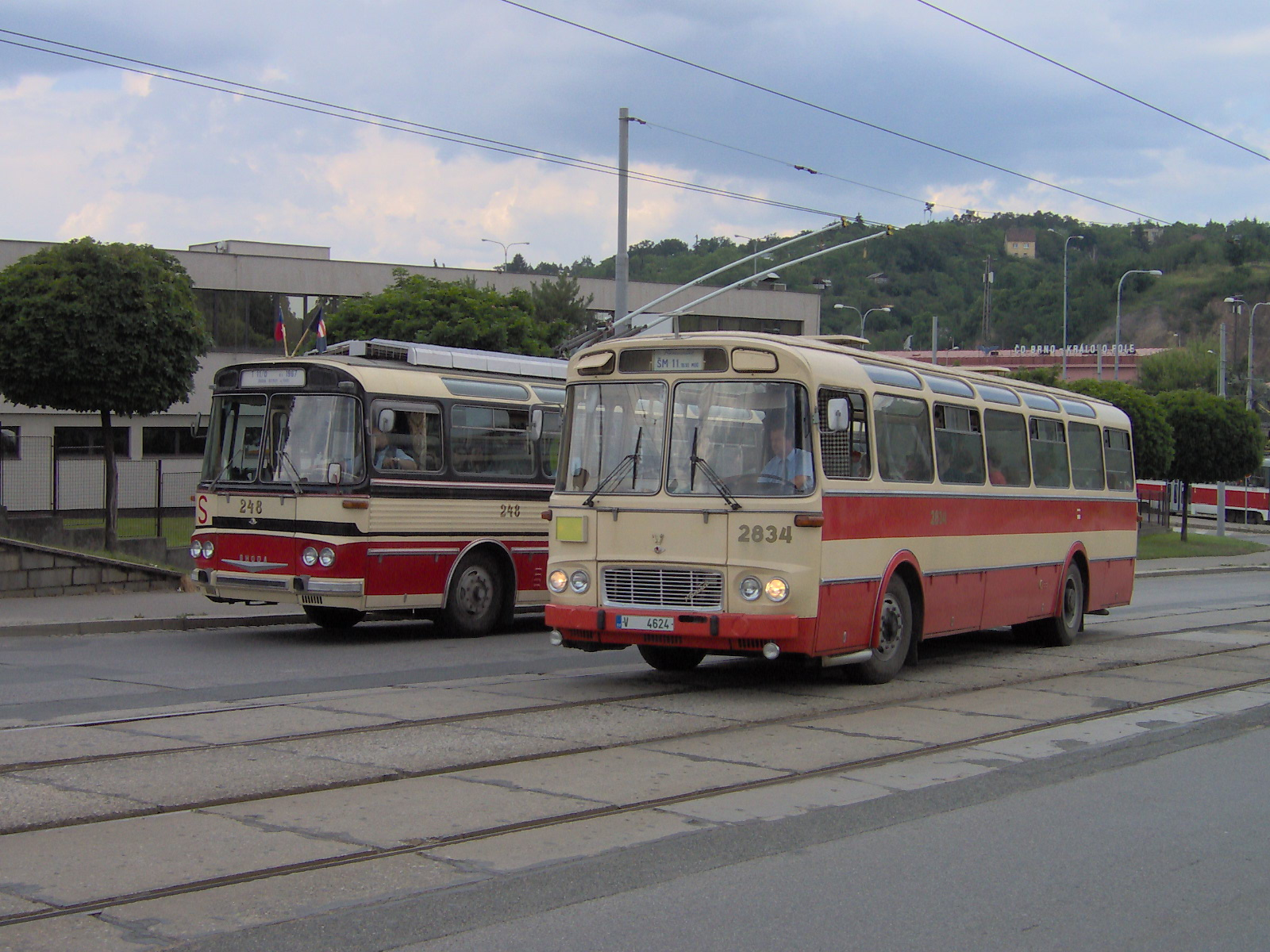
Škoda T 11 a Karosa ŠM 11
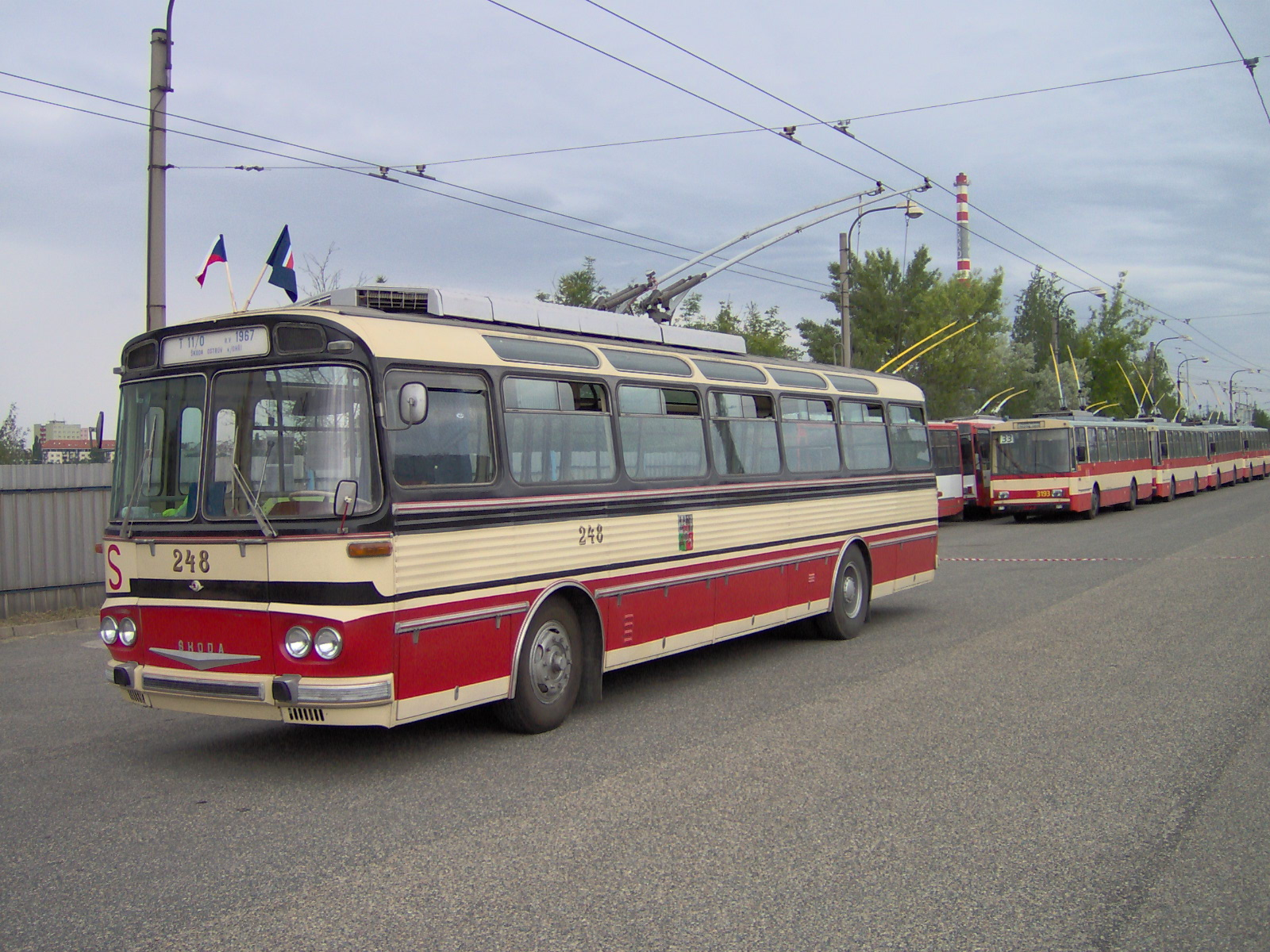
T 11 v brněnské vozovně Slatina
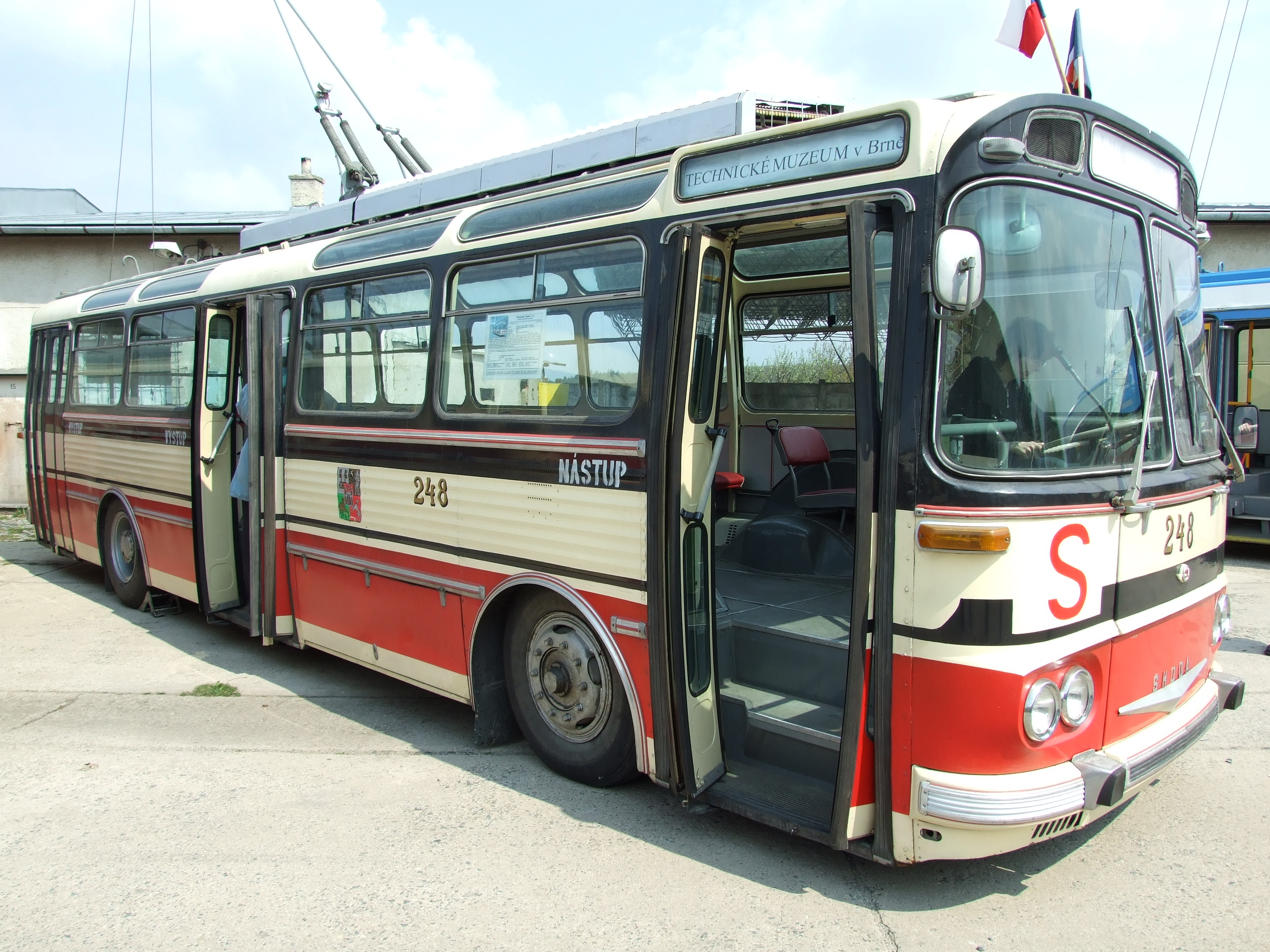
T 11 s otevřenými dveřmi
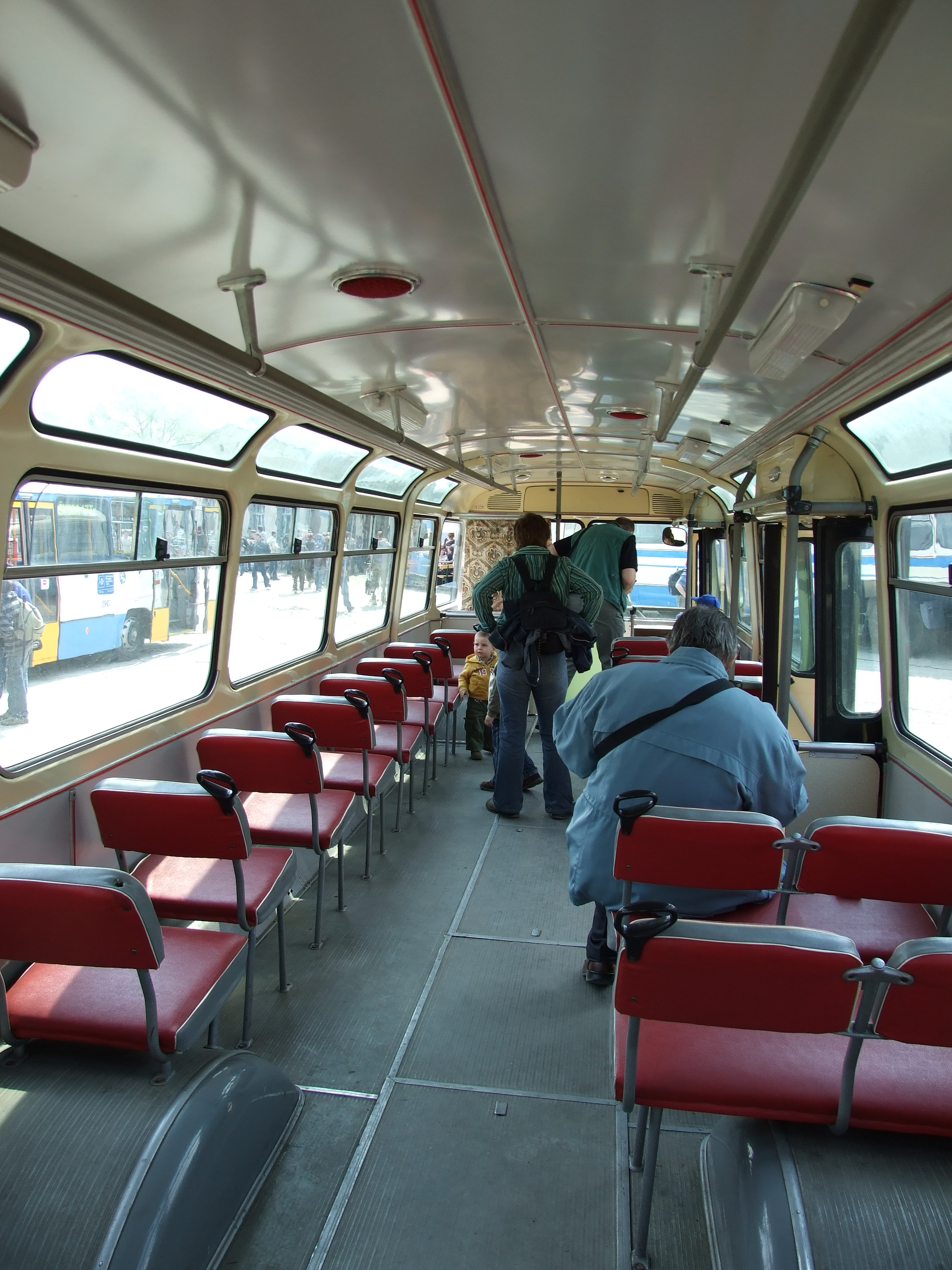
Interiér T 11 zezadu
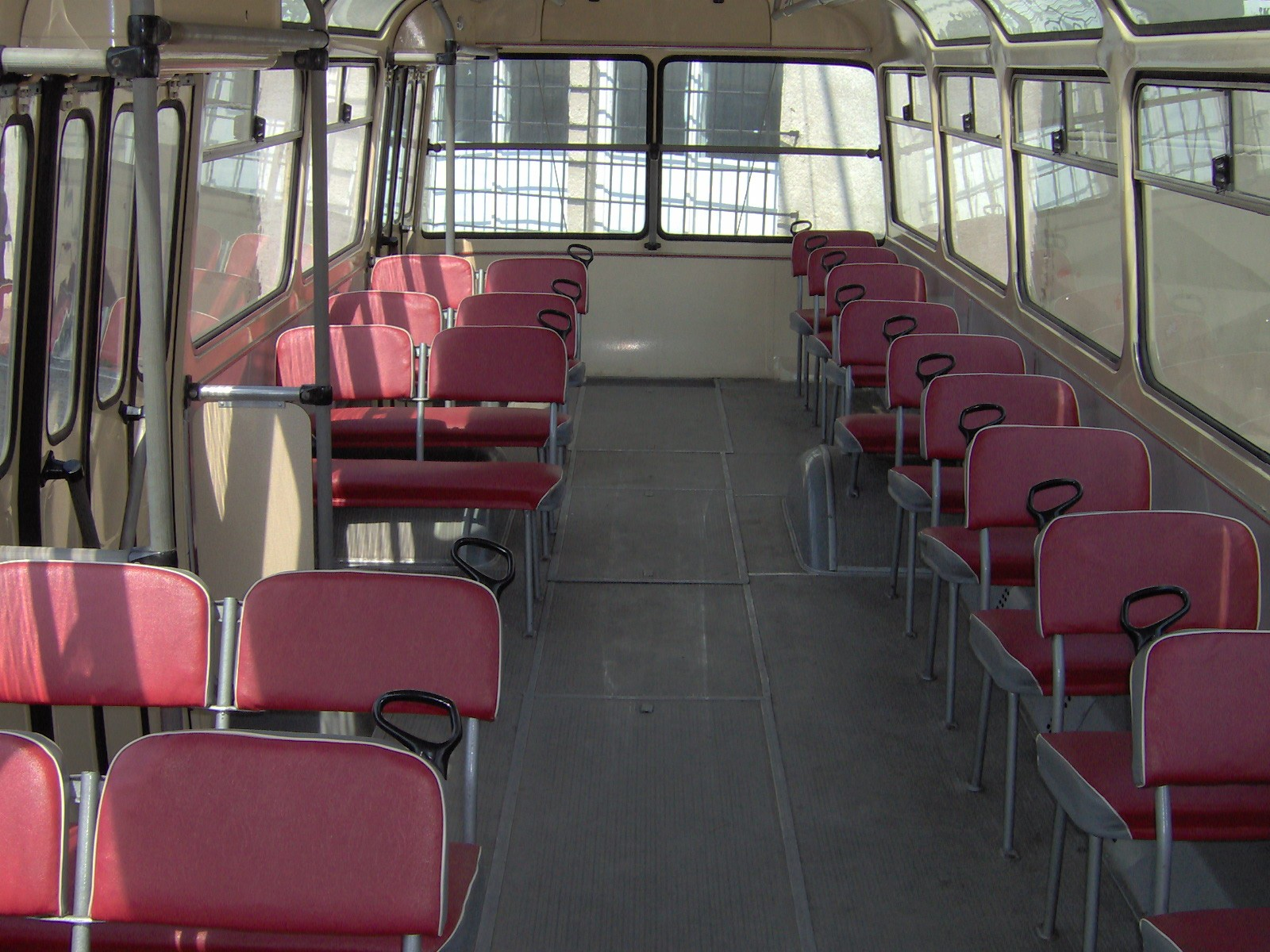
Interiér T 11 zepředu
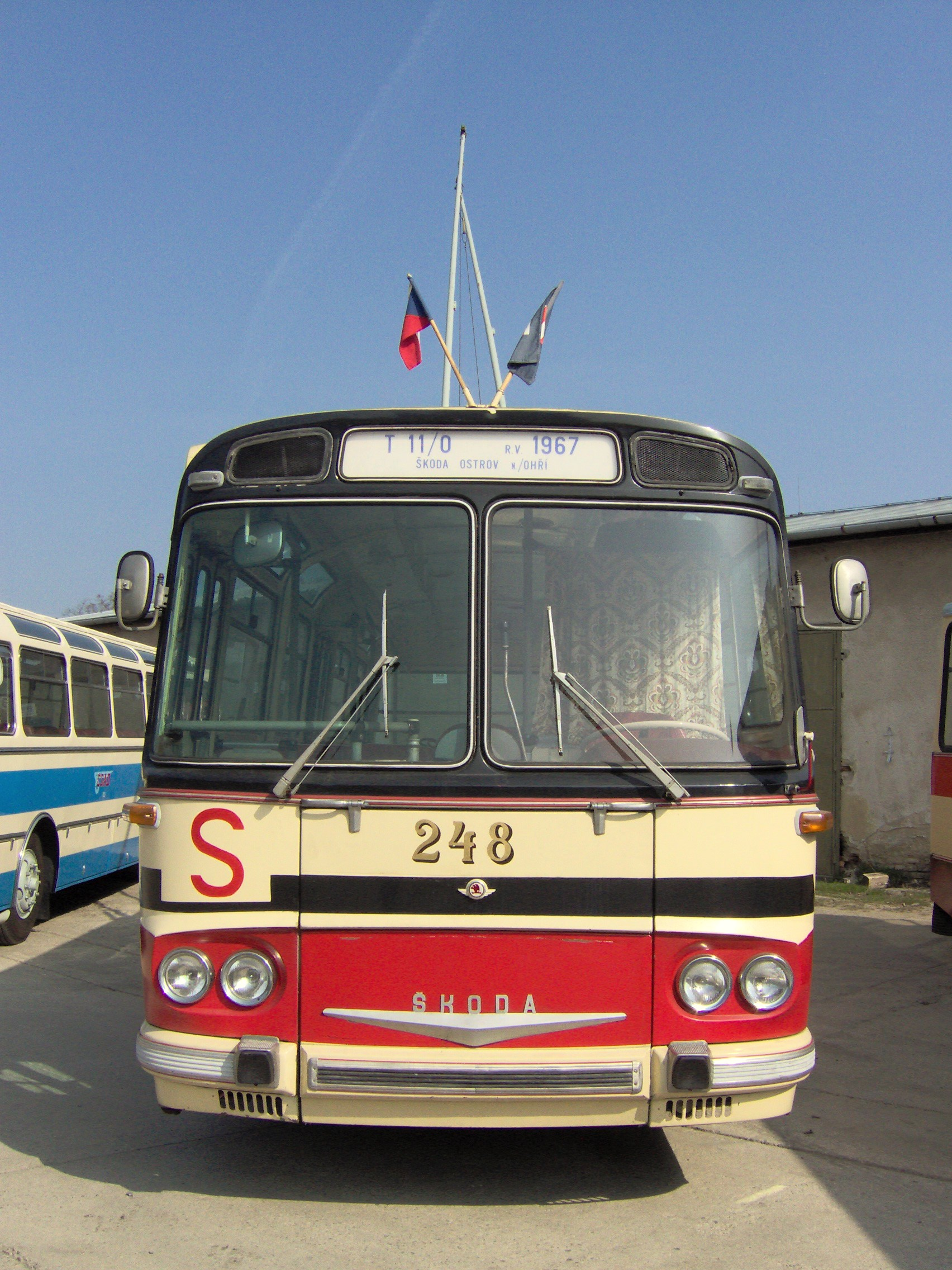
Čelní partie T 11
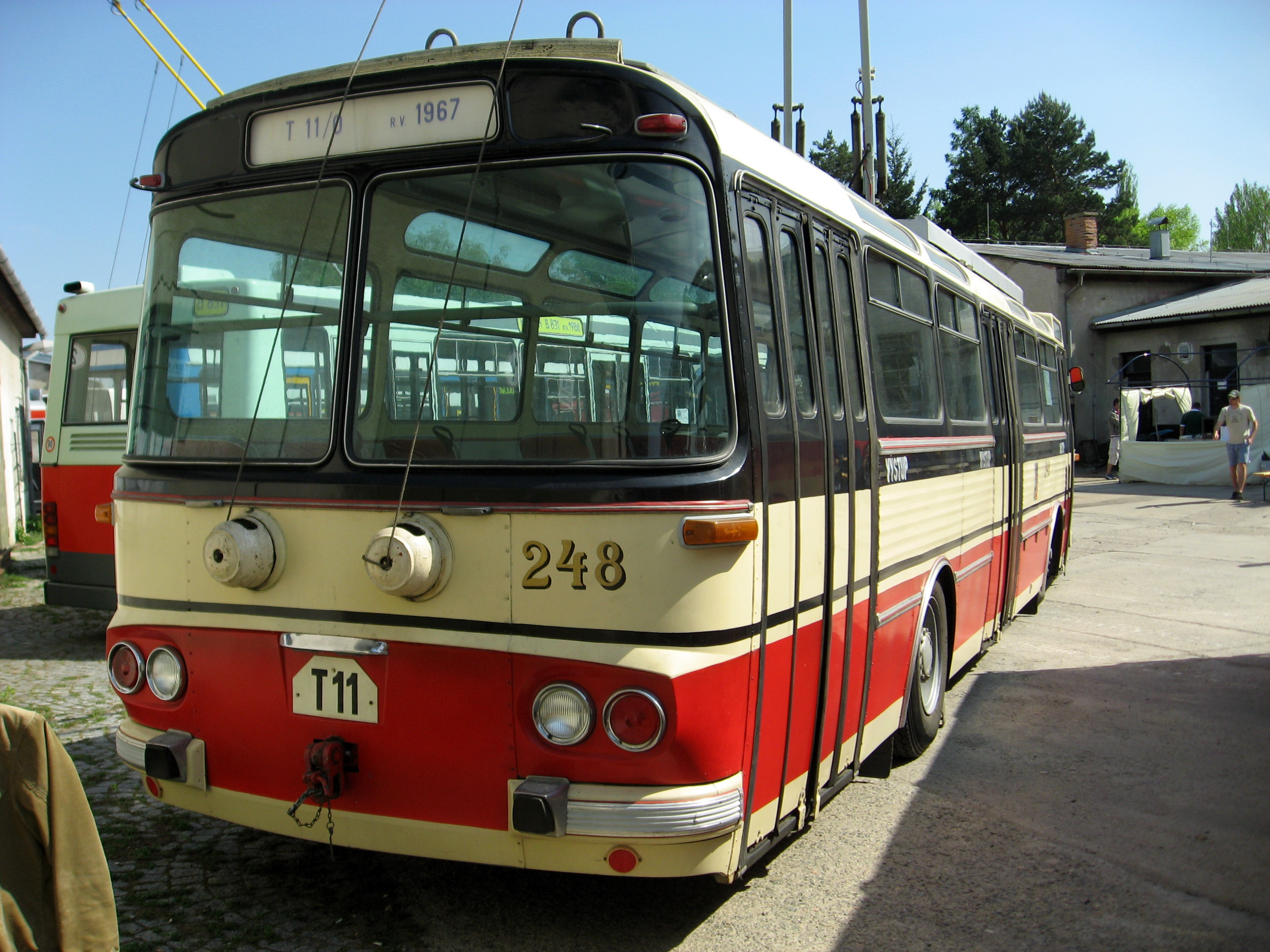
Zadní partie T 11